# 電波少年的放送局
電波少年的放送局（でんぱしょうねんてき ほうそうきょく）は、日本テレビのテレビ番組『進ぬ!電波少年』の企画として2002年4月（同年3月より無料での試験放送）にシーエス日本で放送開始した衛星放送（CS）のチャンネルである。CS110度デジタルで006ch。視聴料は消費税抜きで月額800円。後の『AXNミステリー → ミステリーチャンネル』への原点となるチャンネルである。
コールサインはJOUUXY-TV。通常CS放送にはコールサインは設けられていないため、効力はない。なおジャンクションのBGMには日本テレビのジャンクションである鳩の休日の一部が使われていた。

## 概略
試験放送中は出題から3日間経たないと答えられない（解答までの3日間は無言でいなければならない。賞金は10万円）クイズ番組「たぶん世界で一番難しいクイズ」を放送。 4月1日からは室井滋を強制的に局長に迎え、窓がなく出入口が溶接された密室の中での生活の様子を24時間生放送する形式に変わった。以降は、室井をはじめ多くの女性タレントが中心となり交代制でキャスターとして生活の様子を放送した。この間にも多くのゲストが訪れており、出演者・ゲスト共にアイマスクをした上で、天井から吊り下げ式の昇降機を使用して部屋への出入場が行われた。ただし、土屋敏男（当時 T部長）と堀部圭亮はアイマスクなして出入場していた（2002年12月～閉局までは出演者・ゲスト共、出入場時にアイマスクをすることはなくなった）。
また、放送局と銘打っていることもあり、専属のアナウンサーや天気予報士（気象予報士）、専属アーティストも募集していた。
食料や生活必需品の調達は、営業部のチューヤン（部長）とジニー（課長）が企業に出向いて商品を宣伝する代わりに無料で調達する形をとった。

## 末期の状況
『電波少年に毛が生えた 最後の聖戦』終了後も放送が続けられたが、加入者が伸び悩み、2003年6月30日放送分で閉局。これで電波少年シリーズは一旦、11年間の幕を下ろした。また、電波少年的放送局のホームページは数日で閉鎖されている。
その後、日本テレビ編成部長（放送当時）の土屋敏男が第2日本テレビを任されると、一部に電波少年的放送局のコンセプトを取り入れるなど、CSからブロードバンドへ場所を変えながらもリベンジを行っていた。既にCS電波も第2日テレも存在しないが、後に放送された『電波少年W 〜あなたのテレビの記憶を集めた〜い!〜』（WOWOW）に両者のコンセプトの一部が取り入れられた。
閉局後本チャンネルはその後パンチクラブとなり、更にFashion TV → FOXプラス → FOXムービー プレミアム → AXNミステリー → ミステリーチャンネルとなり、現在に至る。

## 放送されていた番組
- てっぺん名作劇場～電波少年10年間の歴史～（過去の電波少年シリーズを再放送[2]）
- 巣鴨NOW（朝の情報番組）
- トキワ荘アワー（構成作家の卵たちの企画対決）
- CS愛の劇場
- 荒野のテレビマン
- テレビ史上初完全ノーカット電波少年的放送局生ドラマ家なき子

ほか

## 出演者
- 土屋敏男
- 室井滋（局長）

### お留守番シスターズ
- 坂井香代子（長女・地球防衛軍レッド）
- 唐木恵子（次女・ケイコ先生）
- 羽田実加（三女・鉄棒少女）
- 野崎恵（四女）
- 杉原あんり（五女）
- 森三中（お留守番ペット）

### 専属アナウンサー
- 横尾茜
- 篠崎友里
- 影山のぞみ

### その他の出演者
- 中村永美
- 斉藤ゆり（地球防衛軍ピンク）
- 伊藤麻子
- 石渡美香
- 有紀天香
- 本多彩子
- 矢部太郎（カラテカ）
- 坂本ちゃん
- 地球防衛軍ブラック・ブルー
- メカドッグ
- どーよ
- クールズ
- ダイノジ
- 火災報知器
- 白衣隊（番組スタッフ）